# Porella laevis
Porella laevis är en mossdjursart som först beskrevs av Fleming 1828.  Porella laevis ingår i släktet Porella och familjen Bryocryptellidae. Inga underarter finns listade i Catalogue of Life.